# Epilampra heusseriana
Epilampra heusseriana är en kackerlacksart som beskrevs av Henri Saussure 1864. Epilampra heusseriana ingår i släktet Epilampra och familjen jättekackerlackor. Inga underarter finns listade i Catalogue of Life.